# Câu lạc bộ bóng đá Bình Điền
Câu lạc bộ bóng đá Bình Điền, hay gọi tắt Bình Điền FC, thành lập năm 2018 và là câu lạc bộ thuộc hệ thống bóng đá Việt Nam, có trụ sở tại Thành phố Hồ Chí Minh.

## Lịch sử

### Thành lập
Câu lạc bộ Bình Điền được thành lập vào năm 2018 với lực lượng chủ yếu gồm các cầu thủ U19 TP.HCM. Đội bóng dưới sự quản lý của Trung tâm thể dục thể thao Thống Nhất và được sự tài trợ của một doanh nghiệp xây dựng cùng tên.

### Giải hạng ba quốc gia 2018
Ngay sau khi thành lập, Bình Điền đăng ký tham gia Giải bóng đá hạng ba quốc gia 2018 và được xếp vào bảng B cùng với các đội Hoàng Sang, Đồng Nai và Trẻ Đà Nẵng. Kết thúc giải đấu, Bình Điền xếp hạng thứ 3 chung cuộc và không được thăng hạng.

## Các cầu thủ đáng chú ý
- Hậu vệ Hồ Phước Thạnh (cầu thủ kiêm HLV)
- Tiền vệ Hoàng Hải Dương
- Tiền đạo Nguyễn Ngọc Thanh

## Sân vận động
Bình Điền chọn Sân vận động Thống Nhất có sức chứa 25.000 chỗ ngồi làm sân nhà.